# Kanton Dzaoudzi
Der Kanton Dzaoudzi ist ein Kanton im französischen Übersee-Département Mayotte. Er umfasst die Gemeinde Dzaoudzi mit den Dörfern Labattoir (Hauptort)
und Dzaoudzi.

## Geschichte
Das Gebiet der Gemeinde Dzaoudzi bildet unverändert seit 1977 einen Kanton. Vertreter im Generalrat von Mayotte war von 2001 bis 2015 Saïd Omar Oili.